# Viento Frío
Viento Frío es un corregimiento del distrito de Santa Isabel en la provincia de Colón, República de Panamá. La localidad tiene 487 habitantes (2010).